# Mieduniszki Wielkie
Mieduniszki Wielkie (deutsch Groß Medunischken, 1938 bis 1945 Großmedien) ist ein Ort in der polnischen Woiwodschaft Ermland-Masuren, der zur Landgemeinde Banie Mazurskie (deutsch Benkheim) im Powiat Gołdapski (Kreis Goldap) gehört.

## Geographische Lage

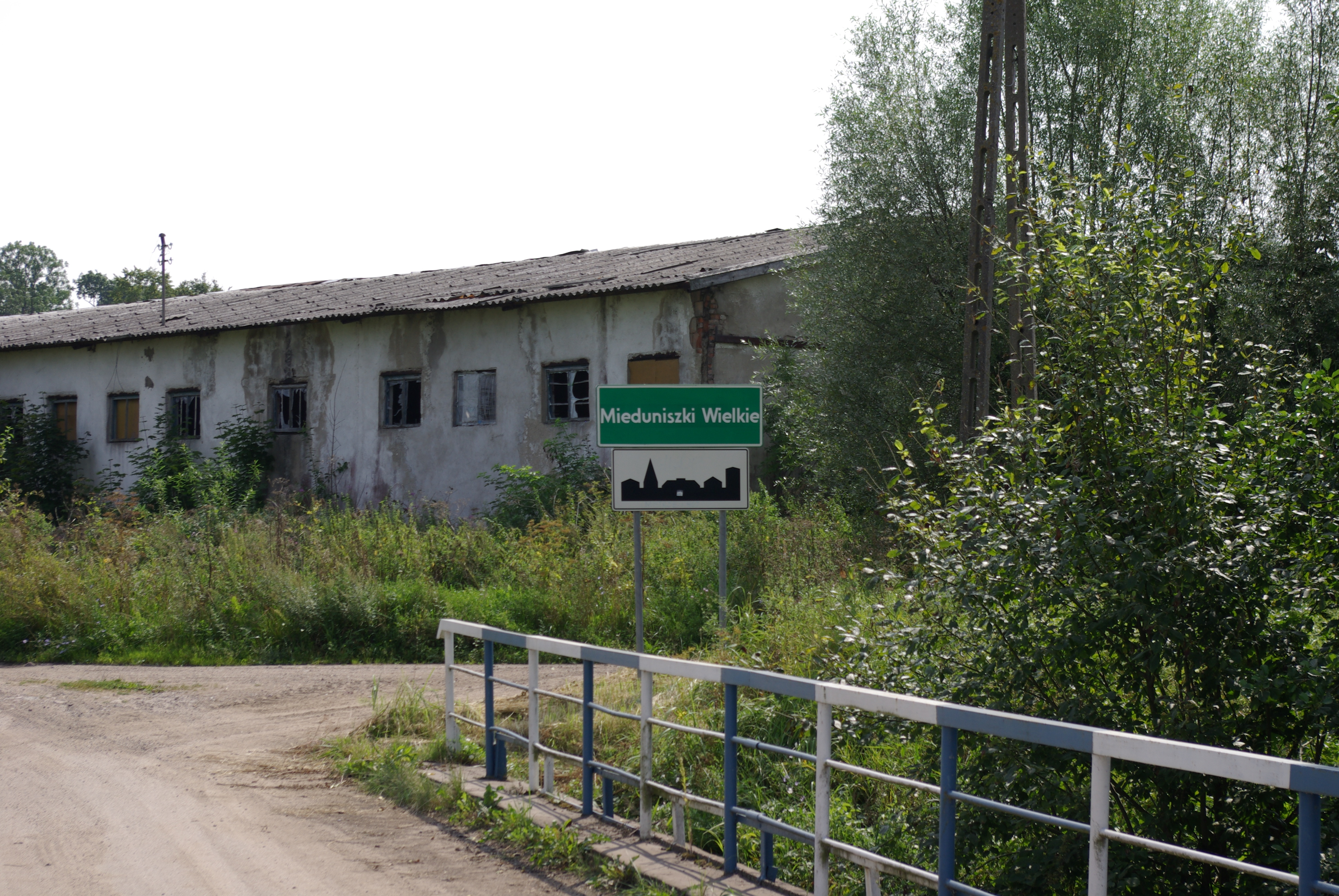
Ortseinfahrt von Mieduniszki Wielkie

Mieduniszki Wielkie liegt an einer Schleife der Angerapp (polnisch Węgorapa) und nur wenige hundert Meter südlich von der polnisch-russischen Staatsgrenze im Nordosten der Woiwodschaft Ermland-Masuren. Die Kreisstadt Gołdap (Goldap) ist in östlicher Richtung 21 Kilometer entfernt. Die frühere und heute auf russischem Staatsgebiet gelegene Kreishauptstadt Darkehmen (1938 bis 1945 Angerapp, russisch Osjorsk) liegt elf Kilometer in nördlicher Richtung.

## Geschichte

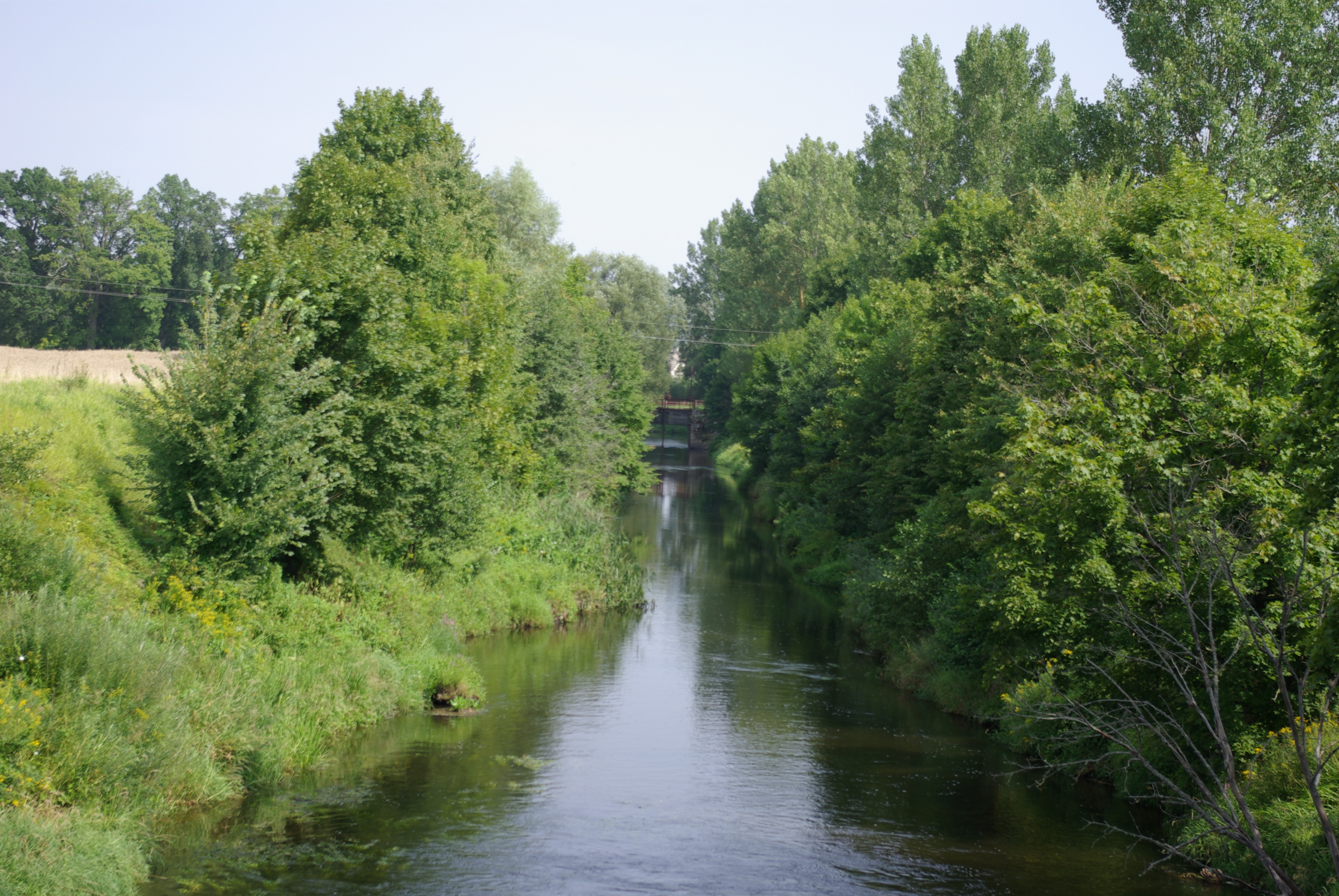
Das Flüsschen Angerapp (Węgorapa) bei Mieduniszki Wielkie

Das einst Madunischken genannte Gutsdorf wurde seit 1539 erwähnt. Namensformen sind: Medunisken (nach 1565), Maidunischken (vor 1577) und Groß Medunischken, auch Medunischken ohne Zusatz (bis 1938).
Der Ort wurde in seiner Geschichte geprägt durch das große Gut, das im Jahr 1523 von den Grafen von Schlieben verwaltet wurde. Im 18. und 19. Jahrhundert war es im Besitz derer von Fahrenheid auf Beynuhnen (russisch Uljanowskoje), danach erbte es Anna von Bujack, die den späteren Generalmajor Eduard Schmidt von Altenstadt heiratete, in dessen Familie das Gut bis 1945 verblieb.
Im Jahr 1874 wurde Groß Medunischken mit sechs weiteren Orten in den neu errichteten Amtsbezirk Groß Sobrost (polnisch Zabrost Wielki) eingegliedert, der – ab 1939 nur noch „Amtsbezirk Sobrost“ genannt – bis 1945 bestand und zum Kreis Darkehmen (1939 bis 1945 „Landkreis Angerapp“ genannt) im Regierungsbezirk Gumbinnen der preußischen Provinz Ostpreußen gehörte.
Groß Medunischken schloss sich am 30. September 1928 mit dem Gutsbezirk Ramberg (russisch Juchowo, nicht mehr existent) zur neuen Landgemeinde Medunischken zusammen.
215 Einwohner verzeichnete Groß Medunischken im Jahr 1910. Ihre Zahl stieg – nach erfolgtem Zusammenschluss mit Ramberg – bis 1933 auf 281 und blieb bis 1939 nahezu gleichbleibend bei 280.
Am 3. Juni 1938 wurde (Groß) Medunischken aus politisch-ideologischen Gründen der Abwehr fremdländisch klingender Ortsnamen in „Großmedien“ umbenannt.
In Kriegsfolge kam das Dorf 1945 mit dem südlichen Ostpreußen zu Polen. Es ist heute eine Ortschaft im Verbund der Landgemeinde Banie Mazurskie im Powiat Gołdapski, vor 1998 der Woiwodschaft Suwałki, seitdem der Woiwodschaft Ermland-Masuren zugehörig.

## Religionen

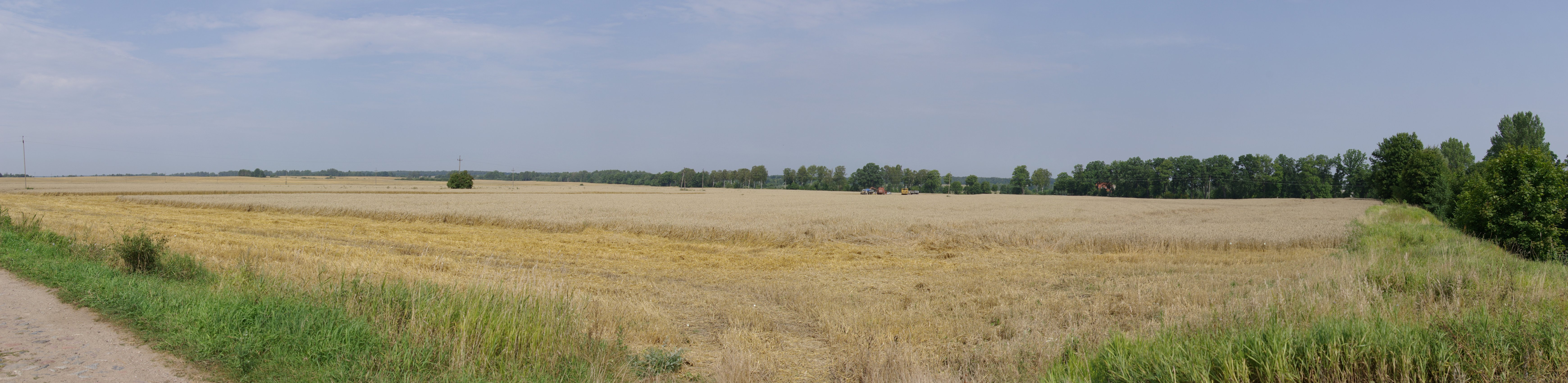
Blick von Mieduniszki Wielkie nach Norden in Richtung Russland

Vor 1945 war Groß Medunischken in die evangelische Kirche Szabienen/Schabienen (1938 bis 1945 Lautersee, polnisch Żabin) im Kirchenkreis Darkehmen/Angerapp in der Kirchenprovinz Ostpreußen der Kirche der Altpreußischen Union, aber auch in die katholische Pfarrei Goldap im Dekanat Masuren II (Sitz: Johannisburg, polnisch Pisz) im Bistum Ermland eingepfarrt. 
Heute gehört die Bevölkerung Mieduniszki Wielkies überwiegend zur Pfarrei Żabin im Dekanat Gołdap im Bistum Ełk (Lyck) der Römisch-katholischen Kirche in Polen bzw. zur Kirche in Gołdap, einer Filialkirche von Suwałki in der Diözese Masuren der Evangelisch-Augsburgischen Kirche in Polen.

## Einzelne Gebäude
Das alte Gutshaus brannte im Ersten Weltkrieg ab und wurde im neobarocken Stil wieder aufgebaut. 1922 brannte es erneut ab und wurde im originalen Stil wiedererrichtet. Das Haus, umgeben von einem großen Park, hat sich bis heute erhalten. Nach 1945 wirtschaftete hier ein sowjetisches Staatsgut bis zu seiner Auflösung. Danach begann der Verfall des Gebäudes. Zweimal kam es danach in private Hand, es bestand sogar der Plan, das Herrenhaus zu einer Privatpension auszubauen. Im Jahr 2003 jedoch wurde es erneut ein Raub der Flammen. Seitdem droht ihm immer mehr der Verfall.

## Söhne und Töchter des Ortes
- Eduard Schmidt von Altenstadt (1836–1925), preußischer Generalmajor, verstarb am 30. Mai 1925 auf Groß Medunischken

## Verkehr
Mieduniszki Wielkie liegt im polnisch-russischen Grenzgebiet, ist aber straßenmäßig gut angebunden, befindet es sich doch an einer Nebenstraße, die an der polnischen Woiwodschaftsstraße 650 (frühere deutsche Reichsstraße 136) ihren Anfang und auch ihr Ende findet: sie verläuft von Budry (Buddern) über Dąbrówka (Dombrowken, 1938 bis 1945 Eibenburg) nach Rapa (Angerapp, 1938 bis 1945 Kleinangerapp) und weiter bis Banie Mazurskie (Benkheim). Ein Landweg verbindet den Ort mit dem Skallischen Forst (auch: Altheider Forst, polnisch Lasy Skaliskie) bei Skalisze (Skallischen, 1938 bis 1945 Altheide) bis nach Budzewo (Groß Sawadden, 1938 bis 1945 Groß Budschen).